# Pang Jiaying
Pang Jiaying (Shanghai, 6 januari, 1985) is een Chinese zwemster en winnares van vier olympische medailles.

## Carrière
Pang was lid van het Chinese team dat bij de wereldkampioenschappen zwemmen 2003 in Barcelona beslag legde op de bronzen medaille op de 4x200 meter vrije slag. Op de 4x100 meter vrije slag bereikte ze met haar team de zevende plaats. 
Een jaar later in Athene, tijdens de Olympische Zomerspelen 2004, won ze met haar teamgenoten zilver op de 4x200 meter vrije slag. Individueel eindigde ze als zevende op de 200 meter vrije slag en werd ze uitgeschakeld in de series van de 400 meter vrije slag.

### 2005-2008
Bij de wereldkampioenschappen zwemmen 2005 in Montreal was er wederom estafettebrons op de 4x200 meter vrije slag. 
Bij de wereldkampioenschappen kortebaanzwemmen 2006 in haar geboortestad lag er een zilveren medaille klaar na de 4x200 meter vrije slag. 
De wereldkampioenschappen zwemmen 2007 liepen uit op een teleurstelling doordat ze geen enkele finale wist te bereiken. 
Bij de Olympische Zomerspelen 2008 in haar thuisland won Pang drie medailles, brons op de 200 meter vrije slag, zilver op de 4x200 meter vrije slag en brons op de 4x100 meter wisselslag. In de halve finales van de 100 meter vrije slag werd ze gediskwalificeerd.

### 2009-heden
Tijdens de wereldkampioenschappen zwemmen 2009 in Rome eindigde de Chinese als zesde op de 200 meter vrije slag. Samen met Yang Yu, Zhu Qianwei en Liu Jing veroverde ze de wereldtitel op de 4x200 meter vrije slag, op de 4x100 meter vrije slag eindigde ze samen met Li Zhesi, Zhu Qianwei en Tang Yi op de zesde plaats.
Op de wereldkampioenschappen kortebaanzwemmen 2010 in Dubai strandde Pang in de halve finales van de 100 meter vrije slag, op de 4x100 meter vrije slag legde ze samen met Tang Yi, Zhu Qianwei en Li Zhesi beslag op de bronzen medaille. Samen met Wang Shijia, Chen Qian en Zhu Qianwei zwom ze in de series van de 4x200 meter vrije slag, in de finale sleepten Chen en Zhu samen met Tang Yi en Liu Jing de wereldtitel in de wacht. Voor haar aandeel in de series werd Pang beloond met eveneens de gouden medaille.
In Shanghai, haar geboorteplaats, nam de Chinese deel aan de wereldkampioenschappen zwemmen 2011. Op dit toernooi veroverde ze samen met Chen Qian, Liu Jing en Tang Yi de bronzen medaille op de 4x200 meter vrije slag, op de 4x100 meter vrije slag eindigde ze samen met Li Zhesi, Wang Shijia en Tang Yi op de vierde plaats.
Tijdens de Olympische Zomerspelen 2012 in Londen eindigde Pang samen met Tang Yi, Qiu Yuhan en Wang Haibing als vierde op de 4x100 meter vrije slag. Op de 4x200 meter vrije slag zwom ze samen met Zhu Qianwei, Liu Jing en Chen Qian in de series, in de finale eindigde Liu samen met Wang Shijia, Ye Shiwen en Tang Yi op de zesde plaats. Op de wereldkampioenschappen kortebaanzwemmen 2012 in Istanboel sleepte de Chinese samen met Qiu Yuhan, Guo Junjun en Tang Yi de bronzen medaille in de wacht op de 4x200 meter vrije slag. Op de 4x100 meter vrije slag zwom ze samen met Qiu Yuhan, Guo Junjun en Liu Xinyi in de series, in de finale eindigden Qiu en Guo samen met Wang Haibing en Chen Xinyi op de vierde plaats.

## Internationale toernooien
| Jaar | Olympische Spelen                                                                                    | WK langebaan                                                                                                | WK kortebaan                                                                               | PanPacs                                | Aziatische Spelen                                                                                              |
| ---- | --- | --- | ------------------------------------------------------------------------------------------ | -------------------------------------- | --- |
| 2002 | | | geen deelname                                                                              | 6e 200m vrije slag 12e 400m vrije slag | geen deelname                                                                                                  |
| 2003 | | 7e 4x100m vrije slag · 4x200m vrije slag                                                                    |                                                                                            |                                        | |
| 2004 | 7e 200m vrije slag · 14e 400m vrije slag · 4x200m vrije slag                                         | | 5e 200m vrije slag 8e 400m vrije slag 6e 4x100m vrije slag 4e 4x200m vrije slag            |                                        | |
| 2005 | | 19e 100m vrije slag · 16e 200m vrije slag · 6e 4x100m vrije slag · 4x200m vrije slag                        |                                                                                            |                                        | |
| 2006 | | | 14e 200m vrije slag · 6e 4x100m vrije slag · 4x200m vrije slag                             | geen deelname                          | 50m vrije slag · 100m vrije slag · 200m vrije slag · 4x100m vrije slag · 4x200m vrije slag · 4x100m wisselslag |
| 2007 | | 18e 100m vrije slag 20e 200m vrije slag 7e 4x100m vrije slag Pang zwom enkel de series 9e 4x200m vrije slag |                                                                                            |                                        | |
| 2008 | DSQ 100m vrije slag · 200m vrije slag · 4e 4x100m vrije slag · 4x200m vrije slag · 4x100m wisselslag | | geen deelname                                                                              |                                        | |
| 2009 | | 6e 200m vrije slag · 6e 4x100m vrije slag · 4x200m vrije slag                                               |                                                                                            |                                        | |
| 2010 | | | 15e 100m vrije slag · 4x100m vrije slag · 4x200m vrije slag · Pang zwom enkel de series    | geen deelname                          | geen deelname                                                                                                  |
| 2011 | | 4e 4x100m vrije slag · 4x200m vrije slag                                                                    |                                                                                            |                                        | |
| 2012 | 4e 4x100m vrije slag 6e 4x200m vrije slag Pang zwom enkel de series                                  | | 4e 4x100m vrije slag · Pang zwom enkel de series · 4x200m vrije slag · 13e 200m vrije slag |                                        | |
| 2013 | | 9e 4x100m vrije slag                                                                                        |                                                                                            |                                        | |